# Primavera in anticipo
Primavera in anticipo è il dodicesimo album (il nono in studio) della cantante italiana Laura Pausini pubblicato in Italia il 14 novembre 2008.
L'album viene pubblicato in lingua spagnola con il nome Primavera anticipada l'11 novembre 2008 3 giorni prima rispetto alla versione in lingua italiana. Vende oltre 2 milioni di copie nel mondo.

## Descrizione
L'album, prodotto dalla stessa Laura Pausini insieme a Paolo Carta, Dado Parisini e Celso Valli è stato distribuito in 47 paesi del mondo.
L'album viene anticipato dal singolo Invece no, in radio a partire dal 24 ottobre 2008, disponibile in anteprima sul sito del Corriere della Sera dal 22 ottobre 2008 e presentato il 14 novembre 2008 in Piazza di Spagna a Roma. Laura Pausini si esibisce dal vivo davanti alla scalinata di Trinità dei Monti nel brano Invece no.
L'album contiene 14 tracce inedite, tra le quali anche il brano Primavera in anticipo (It Is My Song), presente sia in versione solista, sia in duetto con il cantautore inglese James Blunt. Laura Pausini è tra gli autori di tutti i brani del disco, ad eccezione di Prima che esci, firmata da Gianluca Grignani. Gli altri coautori dei brani presenti in Primavera in anticipo sono Niccolò Agliardi, Cheope, Paolo Carta, Daniel Vuletic, Federica Camba (che ha firmato i propri brani con lo pseudonimo Federica Fratoni), Daniele Coro, Antonio Galbiati e James Blunt, che ha collaborato alla scrittura del brano in cui figura anche come cantante.
Laura Pausini definisce complesso questo disco, dichiarando di riconoscersi completamente nelle canzoni che lo compongono. Lo stile musicale è fedele alla tradizione melodica italiana, filo conduttore di tutta la carriera di Laura Pausini. L'unica eccezione è la ballata soft rock Prima che esci.
La cantante romagnola rimane fedele a sé stessa anche nei temi affrontati: prevalgono infatti i brani d'amore, come Ogni colore al cielo, Mille braccia, Primavera in anticipo e Un fatto ovvio. In Bellissimo così Laura Pausini si presenta per la prima volta come cantante sexy, interpretando dei versi che parlano di un amore sensuale.
Sono tuttavia presenti anche tematiche diverse. Per la scrittura del primo singolo estratto, Invece no, Laura Pausini ha dichiarato di essersi ispirata alla morte della nonna, alla quale il brano è dedicato. In particolare, il brano racconta il sentimento di tutte le persone che soffrono per non essere riuscite a dire tutto ciò che avrebbero voluto ad un proprio caro scomparso. Il brano Sorella terra affronta invece il tema dell'ecologia.
Vengono inoltre rese disponibili su iTunes tre bonus track: Un giorno dove vivere, Un tiempo en el que vivir e Agora não, adattamento in lingua portoghese di Invece no.
Per la promozione dell'album, Laura Pausini è impegnata per quasi tutto il 2009 in un tour mondiale, intitolato proprio World Tour 2009, che tocca molte città in Italia ed Europa, ma anche in Nord America e Sud America.

## Accoglienza

### Giudizio della critica
| Recensione      | Giudizio |
| --------------- | -------- |
| Musica e dischi |          |
| All Music Guide |          |

Alcuni critici musicali hanno indicato questo disco come il più maturo e consapevole tra quelli pubblicati da Laura Pausini durante tutta la sua carriera.
Particolarmente positivo è il giudizio che Antonio Orlando ha dato all'album nella sua recensione sulla rivista Musica e dischi. Secondo il critico musicale infatti «anche se in alcuni passaggi l'italiano zoppica un po', il disco si presenta ineccepibile in ogni suo dettaglio».
Anche il quotidiano La Stampa ha ben accolto il disco, scrivendo che «Laura è ancora una sorpresa per l'intensità con cui si mette in contatto con noi e riesce a confidare i suoi pensieri più profondi e sofferti» e sottolineando la crescita interpretativa ed emotiva della cantante.
Jason Birchmeier di All Music Guide ha affermato che «mentre l'album segna un passo avanti nella carriera di Laura Pausini, mostrando un ciclo di canzoni più personali, in termini di musica e di stile l'album ricorda fortemente i suoi ultimi due dischi», al punto che il critico parla di un senso di déjà vu, dovuto soprattutto alla somiglianza con Resta in ascolto; nonostante questo, l'album viene definito «di grande effetto» e la voce della cantante «più forte che mai».
Più tiepida è stata l'accoglienza della rivista on-line Non Solo Cinema: secondo Elena Oselladore infatti «Primavera in anticipo non sembra destinato a lasciare un'impronta indelebile nella storia della musica, si lascia ascoltare per quello che è».

### Riconoscimenti
Con Primavera in anticipo Laura Pausini ottiene il 6 giugno 2009 il premio Wind Music Award. Viene premiata dalle colleghe Fiorella Mannoia, Gianna Nannini, Giorgia e Elisa, nel corso dell'omonima trasmissione condotta da Vanessa Incontrada, in onda su Italia 1 l'8 giugno. Si esibisce con i brani Un fatto ovvio e Primavera in anticipo.
Con Primavera anticipada ottiene il 5 novembre 2009 il Latin Grammy Award nella categoria Miglior album Pop femminile. Laura Pausini apre la manifestazione, che si tiene a Las Vegas, esibendosi in En cambio no, accompagnata dalle coreografie dello spettacolo Le Reve con protagonisti gli artisti acrobatici del Cirque du Soleil.

## Edizioni

### Primavera in anticipo
L'edizione del disco pubblicata in Italia contiene 14 tracce inedite. Il 28 luglio 2023, in occasione dei festeggiamenti dei 30 anni di carriera dell'artista, l'album viene pubblicato per la prima volta in doppio vinile 33 giri colorato.
- CD: 5051865053620

- 2 LP (2023): 5054197647468

1. Mille braccia – 3:29 (testo: Laura Pausini, Cheope – musica: Paolo Carta)
2. Invece no – 3:55 (testo: Laura Pausini, Niccolò Agliardi – musica: Laura Pausini, Paolo Carta)
3. Primavera in anticipo (It Is My Song) (feat. James Blunt) – 3:29 (testo: Laura Pausini, Cheope, James Blunt – musica: Daniel Vuletic)
4. Nel modo più sincero che c'è – 3:26 (testo: Laura Pausini, Cheope – musica: Daniel Vuletic)
5. Un fatto ovvio – 3:08 (testo: Laura Pausini, Cheope – musica: Daniel Vuletic)
6. Il mio beneficio – 3:46 (testo: Laura Pausini, Cheope – musica: Daniel Vuletic)
7. Prima che esci – 3:47 (testo e musica: Gianluca Grignani)
8. Più di ieri – 3:33 (testo: Laura Pausini, Cheope – musica: Daniel Vuletic)
9. Bellissimo così – 3:53 (testo: Laura Pausini, Cheope – musica: Federica Fratoni, Daniele Coro)
10. L'impressione – 4:06 (testo: Laura Pausini, Cheope – musica: Daniel Vuletic)
11. La geografia del mio cammino – 3:54 (testo: Laura Pausini, Cheope, Niccolò Agliardi – musica: Paolo Carta, Laura Pausini)
12. Ogni colore al cielo – 3:48 (testo: Laura Pausini, Cheope – musica: Antonio Galbiati, Federica Fratoni, Paolo Carta)
13. Primavera in anticipo – 3:29 (testo: Laura Pausini, Cheope – musica: Daniel Vuletic)
14. Sorella terra – 4:08 (testo: Laura Pausini, Cheope – musica: Daniel Vuletic)

### Primavera anticipada
L'edizione del disco in lingua spagnola pubblicata in Spagna e in America Latina contiene 14 tracce inedite.
- CD: 0825646935000

1. Alzando nuestros brazos – 3:29 (testo: Laura Pausini, Cheope - adatt. spagnolo: Ignacio Ballesteros – musica: Paolo Carta)
2. En cambio no – 3:55 (testo: Laura Pausini, Niccolò Agliardi - adatt. spagnolo: Ignacio Ballesteros – musica: Laura Pausini, Paolo Carta)
3. Primavera anticipada (It Is My Song) (feat. James Blunt) – 3:29 (testo: Laura Pausini, Cheope, James Blunt - adatt. spagnolo: Ignacio Ballesteros – musica: Daniel Vuletic)
4. Del modo más sincero – 3:26 (testo: Laura Pausini, Cheope - adatt. spagnolo: Ignacio Ballesteros – musica: Daniel Vuletic)
5. Un hecho obvio – 3:08 (testo: Laura Pausini, Cheope - adatt. spagnolo: Ignacio Ballesteros – musica: Daniel Vuletic)
6. Mis beneficios – 3:46 (testo: Laura Pausini, Cheope - adatt. spagnolo: Ignacio Ballesteros – musica: Daniel Vuletic)
7. Antes de irte – 3:47 (testo e musica: Gianluca Grignani - adatt. spagnolo: Ignacio Ballesteros)
8. Más que ayer – 3:33 (testo: Laura Pausini, Cheope - adatt. spagnolo: Ignacio Ballesteros – musica: Daniel Vuletic)
9. Bellísimo así – 3:53 (testo: Laura Pausini, Cheope - adatt. spagnolo: Ignacio Ballesteros – musica: Federica Fratoni, Daniele Coro)
10. La impresión – 4:06 (testo: Laura Pausini, Cheope - adatt. spagnolo: Ignacio Ballesteros – musica: Daniel Vuletic)
11. La geografía de mi camino – 3:54 (testo: Laura Pausini, Cheope, Niccolò Agliardi - adatt. spagnolo: Ignacio Ballesteros – musica: Paolo Carta, Laura Pausini)
12. Cada color al cielo – 3:48 (testo: Laura Pausini, Cheope - adatt. spagnolo: Ignacio Ballesteros – musica: Antonio Galbiati, Federica Fratoni, Paolo Carta)
13. Primavera anticipada – 3:29 (testo: Laura Pausini, Cheope - adatt. spagnolo: Ignacio Ballesteros – musica: Daniel Vuletic)
14. Hermana tierra – 4:08 (testo: Laura Pausini, Cheope - adatt. spagnolo: Ignacio Ballesteros – musica: Daniel Vuletic)

### Primavera in anticipo - Deluxe Edition
L'edizione Deluxe Edition (2 CD: 5051865054726) è un cofanetto cartonato composto da:
- CD Primavera in anticipo
- CD Primavera anticipada

### Primavera in anticipo - Platinum Edition
L'edizione Platinum Edition (2 CD+DVD: 5051865142324) è un cofanetto cartonato composto da:
- CD Primavera in anticipo
- CD Primavera anticipada
- DVD con contenuti extra.

Tracce DVD
1. Invece no (Videoclip) – 3:55
2. En cambio no (Videoclip) – 3:55
3. Making of the video Invece no/En cambio no – 3:55
4. Making of the video Primavera in anticipo (It Is My Song)/Primavera anticipada (It Is My Song) – 3:31
5. EPK (Electronic Press Kit) – 8:08

### iTunes Bonus Track
1. Un giorno dove vivere (Inedito) – 4:16 (testo: Laura Pausini, Cheope – musica: Paolo Carta)
2. Un tiempo en el que vivir (Inedito) – 4:16 (testo: Laura Pausini, Cheope - adatt. spagnolo: Ignacio Ballesteros – musica: Paolo Carta)
3. Agora não – 3:55 (testo: Laura Pausini, Niccolò Agliardi - adatt. portoghese: Laura Pausini, Carolina Leal – musica: Laura Pausini, Paolo Carta) – Versione in lingua portoghese di Invece no e di En cambio no

## Registrazione
Le registrazioni del disco sono avvenute in diversi studi italiani ed europei.
- ORS Oliveta Recording Studios, Castel Bolognese: registrazione, mixaggio.
- Logic Studios, Milano: registrazione, mixaggio.
- Studio Impatto, Bologna: registrazione, mixaggio.
- Forum Music Village, Roma: registrazione.
- Fonoprint, Bologna: registrazione.
- Abbey Road, Londra: registrazione.
- Studio de la Seine, Parigi: registrazione.
- Bernie Grundman: Hollywood: masterizzazione.

## Formazione
- Laura Pausini: voce, cori
- Dado Parisini: tastiera, pianoforte
- Celso Valli: tastiera, pianoforte
- Luca Bignardi: programmazione
- Luca Scarpa: pianoforte, organo Hammond
- Paolo Carta: chitarra
- Max Costa: programmazione, registrazione e missaggio
- Giorgio Secco: chitarra
- Massimo Varini: chitarra
- Gabriele Fersini: chitarra
- Emiliano Fantuzzi: chitarra
- Riccardo Galardini: chitarra
- Cesare Chiodo: basso
- Alfredo Golino: batteria
- Curt Bisquera: batteria, percussioni
- Andy Findon: flauto
- Stefano De Maco, Emanuela Cortesi, Roberta Granà, Beverly Skeet, Hayley Sanderson, Lance Ellington, Peter Howarth: cori
- London Orchestra orchestra

## Promozione
Dall'album Primavera in anticipo vengono estratti 4 singoli, accompagnati da videoclip. Il primo singolo, Invece no raggiunge il secondo posto della Top Singoli. Il secondo singolo, Primavera in anticipo (It Is My Song) in duetto con James Blunt, in Austria ottiene la certificazione di disco d'oro e raggiunge il 1º posto classifica della classifica italiana FIMI Il terzo singolo estratto è Un fatto ovvio. Il quarto Bellissimo così solo in Brasile.
Singoli
| Primavera in anticipo                                   | Primavera in anticipo |
| Titolo                                                  | Data di uscita        |
| ------------------------------------------------------- | --------------------- |
| Invece no                                               | 24 ottobre 2008       |
| Primavera in anticipo (It Is My Song) (con James Blunt) | 2 gennaio 2009        |
| Un fatto ovvio                                          | 10 aprile 2009        |
| Bellissimo così (solo in Brasile)                       | giugno 2009           |

| Primavera anticipada                                   | Primavera anticipada |
| Titolo                                                 | Data di uscita       |
| ------------------------------------------------------ | -------------------- |
| En cambio no                                           | 24 ottobre 2008      |
| Primavera anticipada (It Is My Song) (con James Blunt) | 2 gennaio 2009       |
| Un hecho obvio                                         | 10 aprile 2009       |

Videoclip
| Titolo                                  | Regista             |
| --------------------------------------- | ------------------- |
| Invece no                               | Alessandro D'Alatri |
| En cambio no                            | Alessandro D'Alatri |
| Primavera in anticipo (con James Blunt) | Gaetano Morbioli    |
| Primavera anticipada (con James Blunt)  | Gaetano Morbioli    |
| Un fatto ovvio                          | Gaetano Morbioli    |
| Un hecho obvio                          | Gaetano Morbioli    |

## Successo commerciale
Primavera in anticipo esordisce al 1º posto della classifica FIMI degli album più venduti in Italia, restando in vetta per 9 settimane consecutive e totalizzando 75 settimane di presenza nel periodo compreso tra novembre 2008 e maggio 2010. L'album, che risulta il 3° più venduto del 2008 ottiene anche la certificazione di Disco di diamante. Nel 2009 si conferma nella Top10 annuale, piazzandosi al 7º posto degli album più venduti durante l'anno.
Primavera anticipada raggiunge il 1º posto in Spagna e in Messico. Negli Stati Uniti d'America ottiene il 4º posto nella classifica Latin Pop Albums e il 15° nella Latin Albums, entrambe stilate da Billboard.

## Classifiche

### Classifiche settimanali
| Classifica (2008-2009) | Posizione massima |
| ---------------------- | ----------------- |
| Austria                | 7                 |
| Belgio (Fiandre)       | 82                |
| Belgio (Vallonia)      | 22                |
| Europa                 | 55                |
| Finlandia              | 25                |
| Francia                | 27                |
| Germania               | 34                |
| Grecia                 | 35                |
| Italia                 | 1                 |
| Messico                | 8                 |
| Paesi Bassi            | 59                |
| Spagna                 | 10                |
| Svezia                 | 43                |
| Svizzera               | 4                 |

### Classifiche di fine anno
| Classifica (2008) | Posizione |
| ----------------- | --------- |
| Francia           | 188       |
| Italia            | 3         |
| Messico           | 99        |
| Svizzera          | 40        |
| Classifica (2009) | Posizione |
| Belgio (Vallonia) | 68        |
| Europa            | 41        |
| Italia            | 7         |
| Svizzera          | 21        |